# Universitas Telkom
Universitas Telkom (ang. Telkom University – Tel-U) – indonezyjski uniwersytet prywatny w  Bandung. Został założony w 2007 roku.